# Fumées (film, 1930)
Fumées est un film français de Georges Benoît et André Jaeger-Schmidt, sorti en 1930.

## Fiche technique
- Titre original : Fumées
- Réalisation : Georges Benoît et André Jaeger-Schmidt
- Scénario : André Jaeger-Schmidt et Henry Dupuis-Mazuel
- Société de production : Nord Film
- Pays d'origine : France
- Langue originale : français
- Format : Noir et blanc
- Durée : 91 minutes
- Affiche : Roland Coudon (France)

## Distribution
- Jean Dehelly
- Jean Fay
- Laure Savidge
- Mireille Séverin